# Ledok (Todanan)
Ledok is een bestuurslaag in het regentschap Blora van de provincie Midden-Java, Indonesië. Ledok telt 382 inwoners (volkstelling 2010).